# Senergy 1
Senergy 1 ist ein Solarpark bei Méouane im senegalesischen Département Tivaouane in der Region Thiès.

## Geographische Lage
Der Solarpark liegt im Hinterland der 24 Kilometer entfernten Grande-Côte, der Küstendünen und der gartenbaulich genutzten Niayes in einem für den Anbau von Maniok landwirtschaftlich genutzten Gebiet des Erdnussbeckens. Das eingezäunte Areal erstreckt sich über eine Fläche von 62,5 Hektar. Die Anlage wurde viereinhalb Kilometer nordwestlich der Stadtmitte von Mékhé bei den Dörfern Mékhé village und Santhiou Mékhé errichtet und in unmittelbarer Nähe einer Überlandleitung, die parallel mit der N 2 von Dakar in den Norden des Landes läuft und über die der hier erzeugte Strom in das Verbundnetz von Senelec eingespeist werden kann.

## Geschichte
Im Rahmen einer Initiative der Weltbank zur Förderung der Solarenergie und mit Unterstützung durch USAID wurden in Senegal 2016 zwei größere Solarprojekte begonnen und gingen Anfang 2017 ans Netz: Senergy 1 und das etwas kleinere Senergy 2 im Norden des Landes.

## Stromerzeugung
In dem Solarpark wurden rund 96.000 Solarmodule mit einer Nennleistung von 30 MW auf einer annähernd quadratischen Grundfläche von rund 44 Hektar mit 660 Meter Seitenlänge installiert. Die Bedeutung für die Region Thiès liegt darin, das ländliche Gebiete, die bisher nur auf die Versorgung durch netzunabhängige Anbieter von Solarenergie angewiesen waren, nun zu geringeren Kosten und mit mehr Versorgungssicherheit ans Netz gehen können.